# おまかせ探偵☆のとまみこ
『おまかせ探偵☆のとまみこ』（おまかせたんていのとまみこ）は、2007年10月6日から2008年6月28日まで文化放送で放送されていたラジオ番組。提供は集英社（作中の漫画関係の話題も全て集英社関連）。番組略称は「おまたん」
パーソナリティは、声優の能登麻美子（のとまみこ）と本多陽子（よーこ）。

## 放送局・日時
- 文化放送 土曜日 25:30 - 26:00（2007年10月6日 - 2008年6月28日）
- 超!A&G+ 月曜日 21:00 - 21:30（2007年10月8日 - 2008年6月30日）
- S-ラジ 水曜日更新

以下の放送日に関する記述は、番組が日程としては最初に放送される、文化放送の放送日を基準としている。

## 概要
“キャラ宿”にある「のほほん探偵社」の探偵のとまみこと、助手よーこの会話で展開される、ほぼ全編がドラマ形式のラジオ番組。
提供である集英社のCMは、番組エンディング前に1回流れるだけと少ないが、毎回ストーリー内などに随時集英社の漫画の宣伝（基本的に1回の放送で同じ1本の漫画作品をし続ける）が挿まれるので、これがCMの役割を果たしている。
2008年4月5日放送分から放送内容全体がリニューアルされ、大きな部分では、それまでの1回から数回分の放送でストーリーが完結していた形式から、毎回の放送を通しての継続したストーリーが描かれるようになるなどの変更点があった。
2008年6月28日放送分で放送が終了となるが、同年7月よりスポンサーと放送時間を変更して『まみことよーこのお・ま・た・ん!?』として再スタートを切ることとなる。

## パーソナリティ
のとまみこ声 - 能登麻美子
のほほん探偵社に勤める敏腕探偵。だが基本的にやる気が少ない。
無類の漫画好き。「（番組内で紹介される）漫画に出てくる能力を取り込む事が出来る能力」を持っていると思い込んでいる。
劇中作『愛のブリザード』を気に入っている。
よーこ声 - 本多陽子
のほほん探偵社でアルバイトをしている大学生。
しっかりした性格で、対照的な性格ののとまみこに呆れながらもサポートを行なっている。所長への報告日誌をつけていた。のとまみこ曰く「お子ちゃま体形」
実家は不動産屋。情報屋（リスナー）への報酬はここから提供される。
第二段目の劇中作『おきた、お騒がせします！』を密かに気に入っている。
所長
姿を見せた事がなく、まみこ・よーこも声しか知らない。
よーこが書いている日誌を読んだ形跡があるため、探偵社に来てはいるらしい。
所長の正体については、謎のまま「まみことよーこのお・ま・た・ん!?」に引き継がれた。

## コーナー
おきた、お騒がせします!
4月5日放送分の予告より開始された、第二段目の番組内の劇中作。後述の「愛のブリザード」と同じ時間枠の後継番組として放送されているという設定。
主要な登場キャラクター
朝一おきた（能登麻美子）
気が弱い男子高校生。この劇中作の主人公。
交通事故で死亡するはずだったが、幼馴染の「じゅんちゃん」に助けられる。
しかし自分が助かった為に「じゅんちゃん」が死神に花嫁として狙われる事となるのを知り、それを回避する条件をタイムリミットである「じゅんちゃん」の16歳の誕生日までに達成するべく奔走する。
作中での宣伝は主に彼が行なっている。
じゅん（本多陽子）
主人公の幼馴染である気が強い女子高生。
交通事故で死亡するはずだった「おきた」を助けた為に、死神から花嫁として狙われる事になってしまう。
みかにし（不明）
「おきた」の命の代わりに「じゅん」を花嫁として狙っている転校生。
正体は死神で、コーナー開始当初から存在したキャラクターの「神様」も「みかにし」が化けていた。
2008年6月7日放送分より登場。

「情報屋さん」からのレポート
リスナーから送られてくる手紙や電子メールを紹介するコーナー。
2008年4月以降の放送内容リニューアル時からは放送全体のストーリーに沿って、レポートが読まれない回も存在した。
「挑戦」のコーナー
「のとまみこ」か「よーこ」のどちらかか若しくは両名、場合によってはゲストと共に、毎放送回のストーリーに沿った形で何らかの課題に挑戦するというコーナー。正式なコーナー名は存在していない。
キャラ宿の住人が漫画を宣伝するコーナー
スポンサーである集英社の漫画を、毎回1冊ずつ、「キャラ宿」の住人が紹介し宣伝するコーナー。
2008年4月の番組内容リニューアル時から開始。正式なコーナー名は存在していない。
放送収録後のフリートーク
毎放送の最後に、放送収録後というパーソナリティやゲストが、ラジオドラマの登場人物としてではなく素の声優として、お互いの話題で談笑するコーナー。
2008年4月の番組内容リニューアル時から開始。正式なコーナー名は存在していない。
キャラ宿伝説! 2丁目の路地裏
S-ラジのオリジナルコーナーで、能登と本多によるフリートーク形式。リスナーからの投稿された「キャラ宿の伝説」を紹介する。
コーナー自体は、S-ラジのストリーミングでのみ聴取可能。番組の構成としては、地上波版の「放送収録後のフリートーク」の部分との差し替えとしてストリーミング放送されている。

## 放送内容リニューアル以前に存在していたコーナー
2008年4月5日の放送内容リニューアル以前に存在していたコーナーは以下の通り。
愛のブリザード
番組内の劇中作。番組同様、ストーリー中に漫画の宣伝が挿まれる。2008年3月29日放送分で終了した。
主要な登場キャラクター
雪山ふぶき（能登麻美子）
竜巻家のメイド。気が弱い。つむじに気があり、最初は嵐子の婚約者という事で身を引いていたがだんだんと想いを寄せていく。
実は嵐子の祖父が愛した女性。コールドスリープによって眠りについていたが目覚めと共に記憶を無くしていた。真実を知った彼女は吹雪の中に消えていった。
竜巻嵐子（本多陽子）
竜巻家の令嬢。つむじに気があるふぶきを良く思っておらず様々な嫌がらせをしている。果てには自分よりもふぶきを気にかけるつむじにも牙を剥く。
つむじと婚約解消の後、会社が倒産し祖父も死去した。祖父の死後遺品の日記を見て真実を知り、それをふぶきに伝えるために奔走する。
向つむじ（大澤俊哉）
嵐子の婚約者。ふぶきに好意があったのと、嵐子のふぶきへの行動に嫌気がさし婚約を解消した。が、それが嵐子の反感を呼び自身の会社の株を全て買われ倒産してしまう。
嵐子との婚約解消後ふぶきと船旅の途中に事故に遭い、記憶喪失になり海賊に拾われ入った。ふぶきの呼びかけで記憶を取り戻した。
作中での宣伝は主に彼が行なっていた。

探偵日誌
よーこ（第14回と21回放送のみ のとまみこ）が、1日の放送内容のまとめを日誌形式にして話す。こちらにも漫画の宣伝が挿まれていた。

## ゲスト
- 小杉十郎太（「こすぎ」役） - 第11・12回（2007年12月15日・12月22日・2008年6月7日・6月14日放送）
- 五島貴史 - 第11・12回（2007年12月15日・12月22日放送）
- 長谷川のび太（自動車教習所の教官役） - 第15回（2008年1月12日放送）
- 中村みな（占い師ミナーチョ役） - 第20回（2008年2月16日放送）
- 木村まどか（マドレーヌ役） - 第21・22回（2008年2月23日・3月1日放送）
- 浅野真澄（深野(あさのますみ)役） - 第28回・29回・34回・35回（2008年4月12日・4月19日・5月24日・5月31日放送）
- 井上喜久子（いのうえきくこ役） - 第30回・31回（2008年4月26日・5月3日放送）
- 鷲崎健（わしざきたけし・オカマのざくろ役） - 第33回（2008年5月17日放送）